# Labidodemas
Labidodemas is een geslacht van zeekomkommers uit de familie Holothuriidae.

## Soorten
- Labidodemas americanum Deichmann, 1938
- Labidodemas maccullochi (Deichmann, 1958)
- Labidodemas pertinax (Ludwig, 1875)
- Labidodemas pseudosemperianum Massin, Samyn & Thandar, 2004
- Labidodemas quadripartitum Massin, Samyn & Thandar, 2004
- Labidodemas rugosum (Ludwig, 1875)
- Labidodemas semperianum Selenka, 1867
- Labidodemas spineum Massin, Samyn & Thandar, 2004